# Guayabal de Síquima
Pour les articles homonymes, voir Guayabal.
Guayabal de Síquima est une municipalité située dans le département de Cundinamarca, en Colombie.